# Пнювек (Люблинское воеводство)
Пнювек (пол. Pniówek) — деревня в Замойском повете Люблинского воеводства Польши. Входит в состав гмины Замость. Находится примерно в 6 км к юго-востоку от центра города Замосць. По данным переписи 2011 года, в деревне проживало 878 человек.
В 1975—1998 годах деревня входила в состав Замойского воеводства.

## Население
Демографическая структура по состоянию на 31 марта 2011 года:
|         | Всего | До трудоспособного возраста | Трудоспособного возраста | Старше трудоспособного возраста |
| ------- | ----- | --------------------------- | ------------------------ | ------------------------------- |
| Мужчины | 436   | 94                          | 294                      | 48                              |
| Женщины | 442   | 103                         | 257                      | 82                              |
| Всего   | 878   | 197                         | 551                      | 130                             |